# Pallenopsis vanhoffeni
Pallenopsis vanhoffeni är en havsspindelart som beskrevs av Hodgson, T.V. 1914. Pallenopsis vanhoffeni ingår i släktet Pallenopsis och familjen Phoxichilidiidae. Inga underarter finns listade i Catalogue of Life.